# Bureau européen pour les langues moins répandues
Le Bureau européen pour les langues moins répandues (BELMR, en anglais : European Bureau for Lesser-Used Languages ou EBLUL) était une organisation non gouvernementale fondée en 1982 et disparue en 2010, qui promouvait la diversité linguistique. L'organisation était reconnue par le Parlement européen et le Conseil de l'Europe. 
Depuis sa création en 1982, le bureau a renforcé les contacts et les coopérations entre des communautés dont les langues sont peu employées. Il a agi pour ouvrir les portes des institutions européennes à ces communautés, afin d'apporter un soutien pour les 46 millions de personnes ayant une langue régionale ou minoritaire et les encourager à continuer à la parler.
En 2002, à la suite de pressions de la minorité macédonienne, le bureau a mis en avant les dialectes minoritaires slaves parlés dans le nord de la Grèce.

## Successeurs
Le BELMR disparaît en 2010, pour raisons financières, et est remplacé par l'ONG European Language Equality Network, dont le siège se situe à Carhaix-Plouguer, en France.
D'autre part, un Comité roman de Belgique du Bureau européen des Langues moins répandues (CROMBEL) a poursuivi ses activités. Depuis 2020, cette association sans but lucratif est reconnue comme une fédération professionnelle par la Communauté française de Belgique et siège à ce titre dans trois instances d'avis officielles : la Chambre de concertation des Écritures et du Livre, la Chambre de concertation de l'Action culturelle et territoriale et la Chambre de concertation des patrimoines culturel.